# Botanisches Zentralblatt
Botanisches Zentralblatt (abreviado Bot. Zentralbl.) fue una revista ilustrada con descripciones botánicas editada en Jena (Alemania). Se publicaron los números 174 al 179 desde 1938 hasta 1945. Fue precedida por Botanisches Centralblatt.